# François Broustin
 François Alexandre Ferdinand Broustin , né à Bruxelles, le 19 octobre 1809 et décédé à Schaerbeek le 28 décembre 1874 fut un homme politique belge francophone libéral.
Il fut notaire.
Il fut membre du parlement,, et conseiller provincial de la province de Brabant.